# Anita Pinto
Ana María „Anita“ Pinto Arias (* 20. Januar 1980) ist eine chilenische Squashspielerin.

## Karriere
Anita Pinto wurde 2016 und 2017 mit Giselle Delgado Panamerikameisterin im Doppel. Mit ihr gewann sie im Anschluss 2018 bei den Südamerikaspielen und 2019 bei den Panamerikanischen Spielen jeweils Bronze. Bei den Südamerikaspielen sicherte sie sich mit der Mannschaft zudem Bronze. Bei den Panamerikanischen Spielen 2023 in Santiago de Chile gewannen Pinto und Delgado im Doppel einmal mehr die Bronzemedaille.
Pinto stammt aus einer sportbegeisterten Familie. Ihre Eltern, Jaime Pinto-Bravo und Ana María Arias, waren beide Tennisprofis. Ihre Schwester Sandra und ihr Bruder Jaime sind wie Anita Pinto Squashspieler. Sie ist verheiratet und hat zwei Kinder, beide sind ebenfalls im Squash aktiv.

## Erfolge
- Panamerikameister im Doppel: 2016 und 2017 (jeweils mit Giselle Delgado)
- Panamerikanische Spiele: 2 × Bronze (Doppel 2019 und 2023)
- Südamerikaspiele: 4 × Bronze (Doppel und Mannschaft 2018, Doppel und Mannschaft 2022)